# Pieter de Zeelander

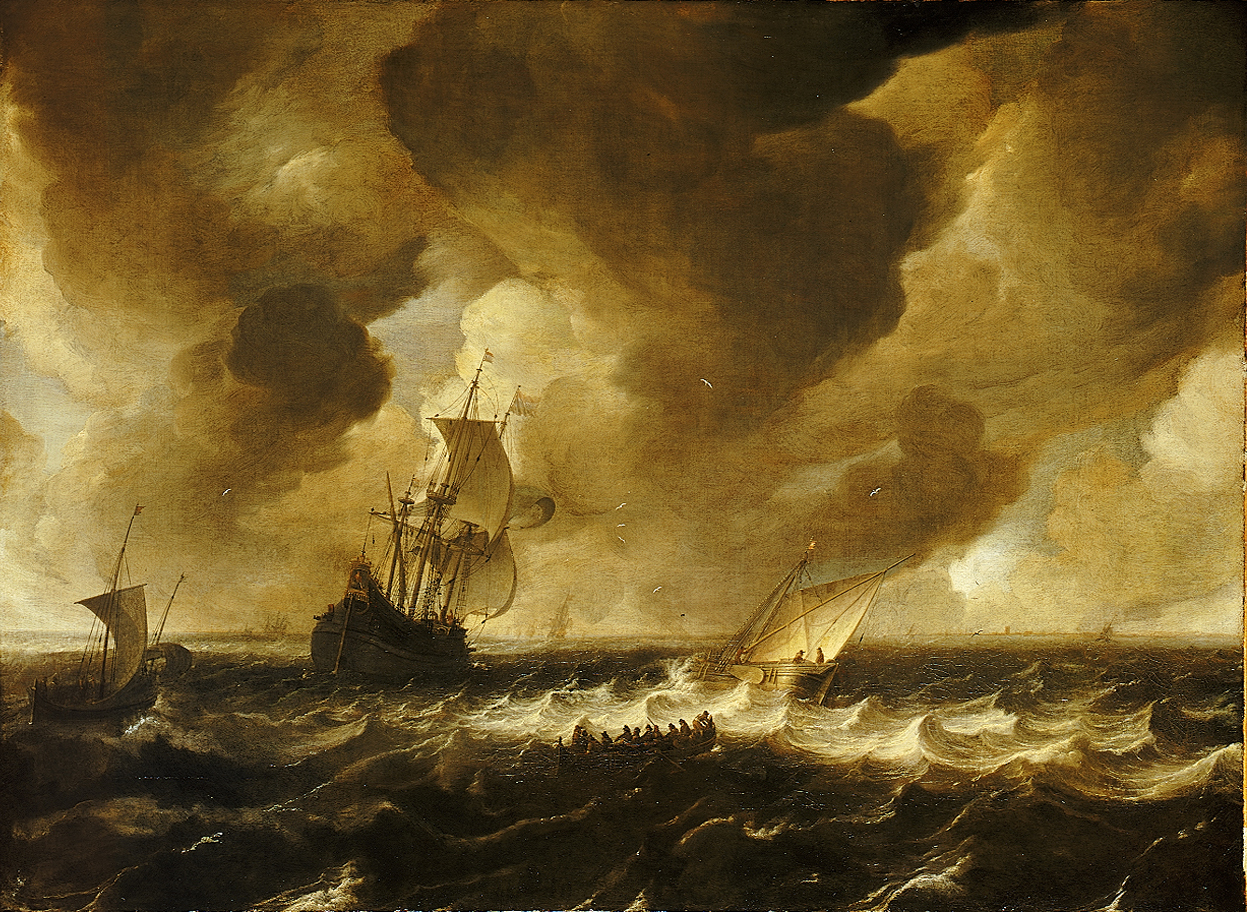
Een fluyt en andere schepen voor de Nederlandse kust

Pieter de Zeelander (bijnaam 'Kaper) (Haarlem, ca. 1620 – Rome, na 1650) was een Nederlands kunstschilder die gespecialiseerd was in zeegezichten.

## Levensloop
Er is niets bekend over zijn opleiding. Hij reisde naar Rome in 1648.  Hij werd er lid van de Bentvueghels, een vereniging van voornamelijk Nederlandse en Vlaamse kunstenaars werkzaam in Rome, onder de bijnaam (de zogenaamde bentnaam) ‘Kaper’.    Daarna zijn er geen verdere gegevens over hem bekend en het wordt aangenomen dat hij in Rome overleed.